# Widnau
Widnau (im ostschweizerdeutschen Ortsdialekt Witnou [ˈʋitːnoːʊ]) ist eine politische Gemeinde und eine Ortschaft in der Region und im Wahlkreis Rheintal im Ostschweizer Kanton St. Gallen.

## Geographie
Die politische Gemeinde Widnau verfügt über eine Gesamtfläche von 4,22 km², davon dienen 59,4 % als Siedlungsfläche. Für landwirtschaftliche Zwecke werden 34,2 % der Gesamtfläche verwendet. Die restlichen 6,4 % sind bestockte Flächen (Wald und Gehölze) und unproduktive Flächen, darunter fallen unter anderem Flüsse und Seen.
Aufgrund ihrer Einwohnerzahl betrachtet das Bundesamt für Statistik die Gemeinde Widnau als Stadt. Widnau liegt im Vierländereck am westlichen Ufer des Rheins, der die Grenze zwischen dem österreichischen Bundesland Vorarlberg und dem schweizerischen Kanton St. Gallen bildet. Ein Teil der stadtähnlichen Siedlung Heerbrugg gehört ebenfalls zur Gemeinde Widnau. Die schweizerischen Nachbargemeinden von Widnau sind Au SG im Norden, Balgach im Westen, Diepoldsau im Osten und Süden; die österreichische Nachbargemeinde Lustenau im Nordosten ist über die Rheinbrücke beim Zollamt Wiesenrain erreichbar. Mitten durch die Gemeinde fliesst der Rheintaler Binnenkanal, ein Kanal, der auf der Schweizer Seite parallel zum Rhein verläuft. Hochwasser ist denn auch der geografische Hauptrisikofaktor, wie die Ereignisse vom Jahr 1999 und 2013 zeigten.

### Flächenbilanz
Die Gemeinde Widnau weist 2009 gesamthaft 421 ha Gemeindefläche aus.
- Künstlich angelegte Flächen belaufen sich auf 263 ha. Davon sind:
  - 100 ha befestigte Flächen
  - 51 ha Gebäude
  - 6 ha Beetstrukturen
  - 68 ha Rasen
  - 16 ha Bäume auf künstlich angelegten Flächen
  - 22 ha gemischte Kleinstrukturen.

- Die Gras- und Krautvegetation nimmt 116 ha in Anspruch.

- Die Fläche der Gebüschvegetation ist 11 ha gross. Davon sind:
  - 2 ha Gebüsch
  - 7 ha verbuschte Flächen
  - 2 ha gärtnerische Dauerkulturen.

- Die Baumvegetation erstreckt sich über 15 ha. Davon sind:
  - 2 ha geschlossene Baumbestände
  - 6 ha lineare Baumbestände
  - 7 ha Baumgruppen.

- Wasser- und Feuchtflächen erstrecken sich über 13 ha. Davon sind:
  - 11 ha Wasser
  - 1 ha Nassstandorte
  - 1 ha Schilfbestände.

- Die vegetationslose Fläche beträgt 3 ha.

### Klima
Das Klima in Widnau ist mild, auch dank dem Alpenföhn. Es gedeihen dadurch Palmen und verschiedene Südfrüchte wie zum Beispiel Kiwi, Feigen sowie Süsskartoffeln. Das Jahresmittel liegt bei rund 10,5 °Celsius.

## Bevölkerung
Die Einwohner von Widnau werden Widnouer genannt.

### Demografie
Widnau verzeichnete am 1. Januar 2020 eine Bevölkerung von 9686 Einwohnerinnen und Einwohnern, davon waren 4912 männlich und 4774 weiblich. 2616 Personen waren Ortsbürger von Widnau und 2689 ausländische Staatsangehörige.
Gemäss dem Gemeindeporträt 2012 wird von den vier schweizerischen Landessprachen Deutsch mit 88 % am häufigsten gesprochen. Hingegen sprechen lediglich 1,6 % Italienisch, 0,3 % Französisch und 0,1 % Rätoromanisch. Die restlichen 10 % verteilen sich auf ausländische Sprachen.
Die Altersstruktur der Wohnbevölkerung verteilte sich am 1. Januar 2020 wie folgt: 20 % waren jünger als 20 Jahre, 25 % zwischen 21 und 40 Jahren, 28 % zwischen 41 und 60 Jahren, und die restlichen 19 % waren über 61 Jahre alt.

### Religion
Per 1. Januar 2020 waren 4848 Einwohner von Widnau römisch-katholisch. Am zweithäufigsten ist die evangelische Konfession mit 1286 Mitgliedern. Die restlichen 3552 Bewohner sind einer anderen oder keiner Religion zuzuordnen.
Die im Bistum St. Gallen liegende katholische Pfarrei Widnau gehört seit dem 29. Oktober 2005 zusammen mit den katholischen Pfarreien Balgach und Diepoldsau-Schmitter zur Seelsorgeeinheit Widnau-Balgach-Diepoldsau-Schmitter. Die evangelisch-reformierte Bevölkerung gehört zur Kirchgemeinde Diepoldsau-Widnau-Kriessern der Evangelisch-reformierten Kirche des Kantons St. Gallen.

## Politik

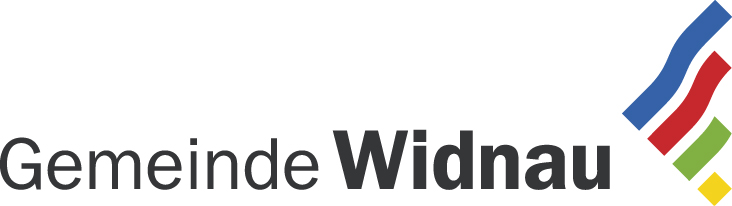
Das Logo der Gemeinde Widnau

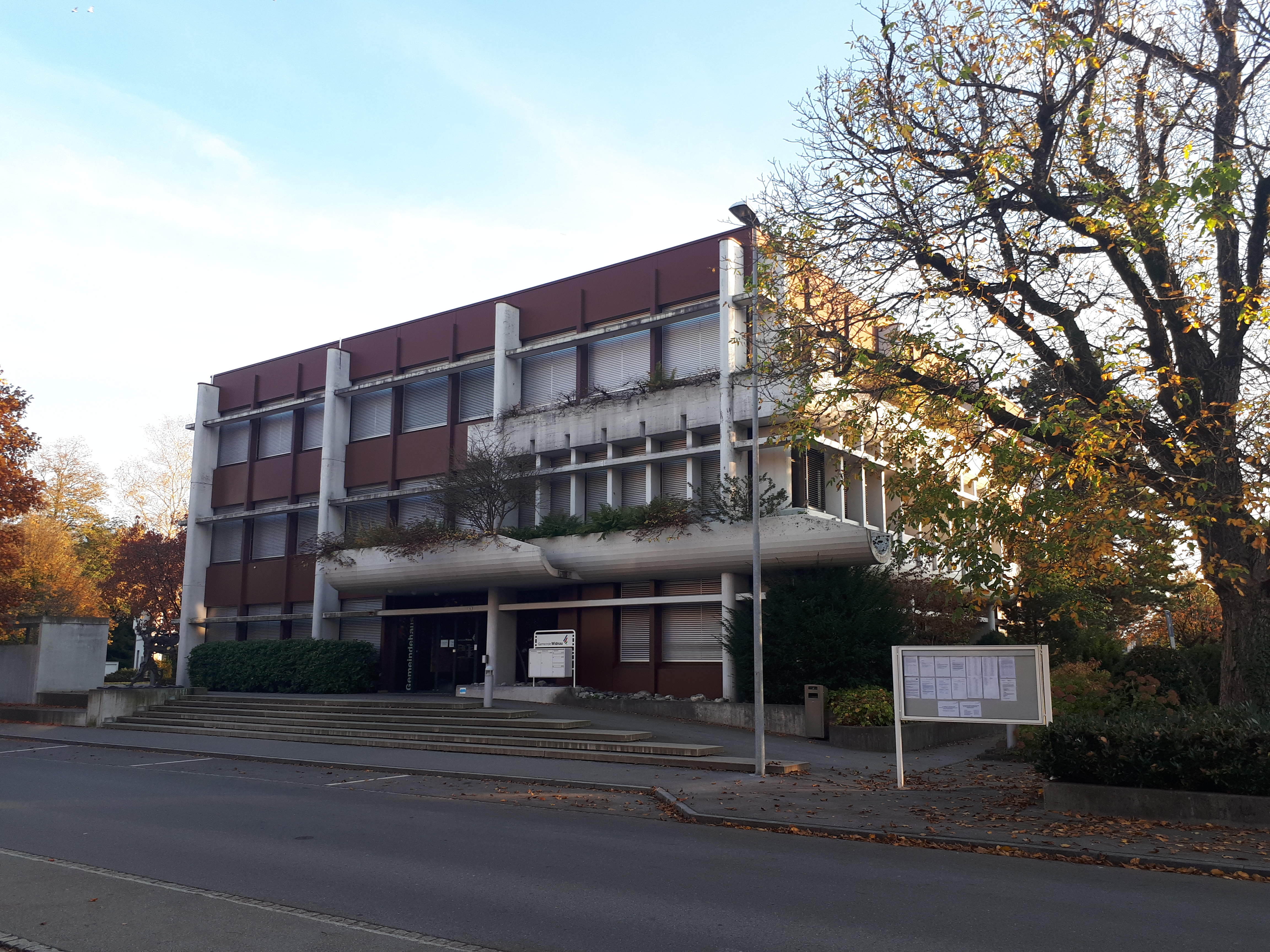
Das Gemeindehaus von Widnau an der Neugasse

Widnau ist seit dem 1. Januar 2001 als Einheitsgemeinde organisiert.

### Gemeinderat
| Bruno Seelos (Präsident) | Alexander Bartl | Jeannine Gasperina | Peter Grüninger | Gabriel Köppel | Matthias Sieber (Schulpräsident) | Yvette Werner (Vize-Präsidentin) |

### Gemeindepräsidenten
1999 wurde Christa Köppel Gemeindepräsidentin. Sie war damit die erste Gemeindepräsidentin im Kanton St. Gallen. Mit ihrer erneuten Wiederwahl für die Amtsdauer 2021/24 wurde sie zum 6. Mal für weitere 4 Amtsjahre bestätigt.  Am 31. März 2023 übergab Christa Köppel nach ihrem Altersrücktritt dem neuen Präsidenten Bruno Seelos das Amt, in welches er am 22. September 2024 für die neue Amtsdauer 2025/28 wiedergewählt wurde.
Seit der Gemeindegründung im Jahr 1883 standen der Gemeinde Widnau vor:
- Jakob Spirig (1883 bis 1885)
- Ferdinand Wider (1885 bis 1899)
- Clemens Köppel (1899 bis 1900)
- Franz Frei (1900 bis 1906)
- Clemens Köppel (1906 bis 1912)
- Raimund Frei (1912 bis 1919)
- Emilian Frei (1919 bis 1927)
- Reimund Frei (1927 bis 1936)
- Paul Wider (1936 bis 1959)
- Hans Spirig (1959 bis 1989)
- Hans Fehr (1989 bis 1999)
- Christa Köppel (1999 bis 31. März 2023)
- Bruno Seelos (seit 1. April 2023)

### Parteiverteilung
| Partei                  | SVP  | Mitte | FDP  | SP  | GPS | GLP | EVP | EDU | SD  | Übrige |
| Wähleranteil in Prozent | 40,7 | 20,9  | 13,2 | 8,6 | 6,9 | 5,1 | 1,0 | 0,4 | 0,2 | 3,0    |

### Sonstiges

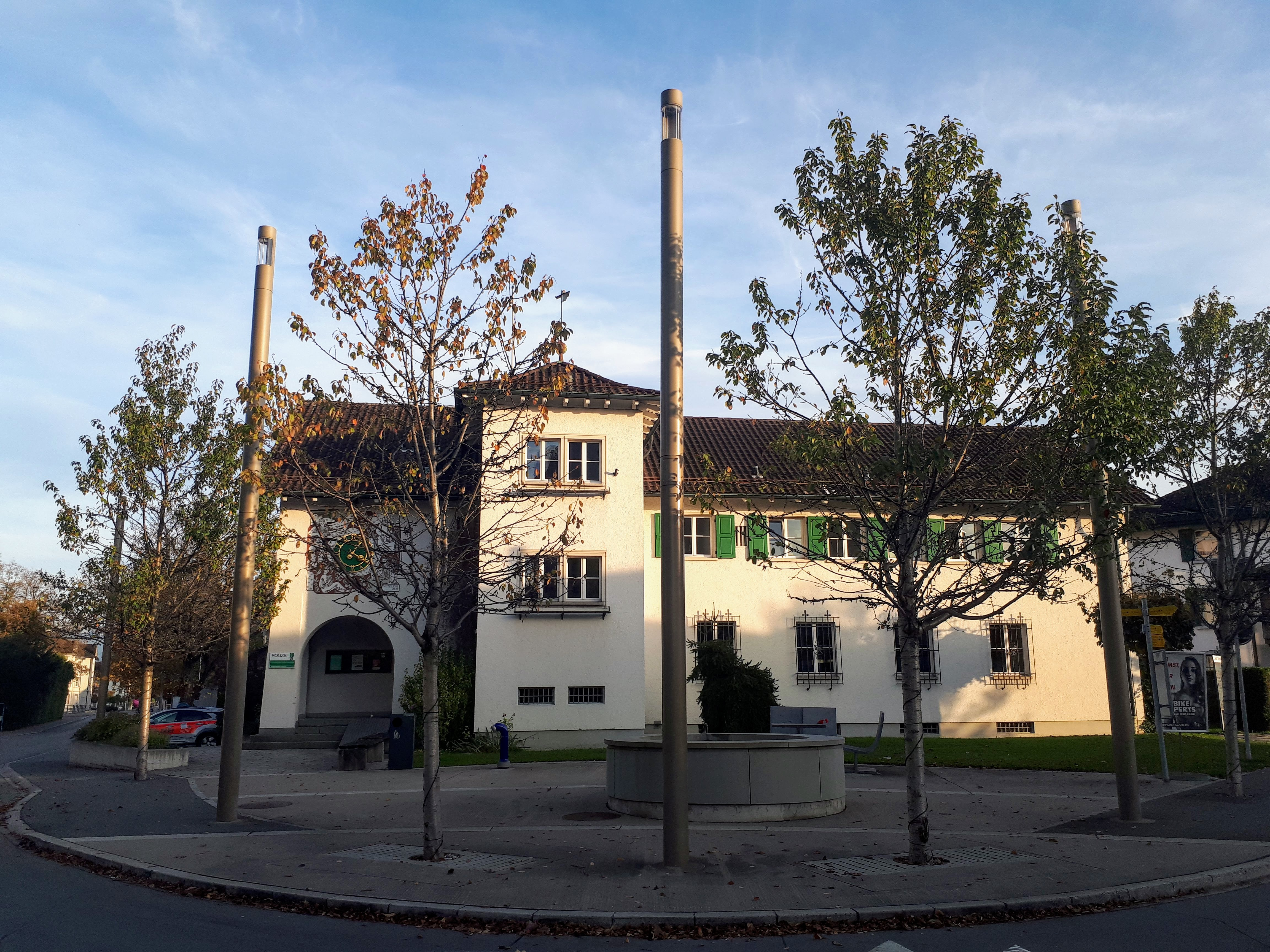
Der Polizeiposten von Widnau an der Neugasse

Der Polizeiposten für das Mittelrheintal befindet sich in Widnau beim Metropolkreisel an der Neugasse.

## Wirtschaft
Widnau ist ein wichtiger Wirtschaftsstandort im St. Galler Rheintal. 2017 zählte Widnau 696 Betriebe und 5009 Beschäftigte (davon 4124 Vollzeitäquivalente). 66 % der Beschäftigten waren im tertiären Wirtschaftssektor (Dienstleistungssektor) tätig. Im sekundären Wirtschaftssektor (Industrie) waren 33 % der Arbeitnehmenden angestellt. Im Zuge der Veräusserung von Industrie-/Gewerbeland durch die Patronale Stiftung Viscosuisse konnten zahlreiche Unternehmen die Möglichkeit ergreifen, sich in Widnau niederzulassen bzw. zusätzliche Gewerbefläche zu erstehen.

### Industrie

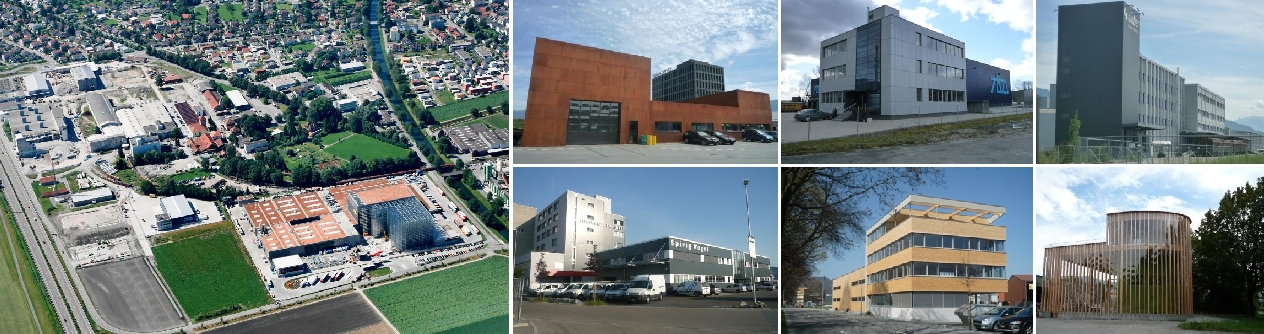
Industriepark Unterletten, das ehemalige «Viscose-Areal»

Der Beginn der Industrialisierung geht auf das Aufkommen der Handstickmaschine um 1850 zurück. 1879 waren in Widnau bereits 115 davon im Einsatz. 1897 erbaute der Stickereifabrikant Jacob Rohner eine Fabrik in Widnau, 1905 kam die Stickerei Julius Bunke hinzu.
In der Zeit der Arbeitslosigkeit 1924 war die Ansiedlung der Kunstseidefabrik Société de la Viscose Suisse aus Emmen LU – im Volksmund Viscose genannt – nicht nur für Widnau, sondern für das ganze Tal ein Lichtblick. Die Fabrik gab Arbeit und schaffte neue Verdienstmöglichkeiten – für die jungen Männer und auch für viele junge Frauen. Die Fabrik war der Motor für eine rasante wirtschaftliche, demografische und soziale Entwicklung der jungen Gemeinde. In den 1970er-Jahren beschäftigte die Viscose gut 1500 Mitarbeitende. Die für die Viscose gebaute Eisenbahnanbindung vom Bahnhof Heerbrugg in die Industriegebiete Nöllen und Unterletten (früher Viscose-Areal) gilt als Standortvorteil. Ihretwegen siedeln sich heute noch namhafte Grossbetriebe auf dem 350'000 m² grossen Industriepark in Widnau an, einer grössten Industrieparks der Ostschweiz.

### Verkehr

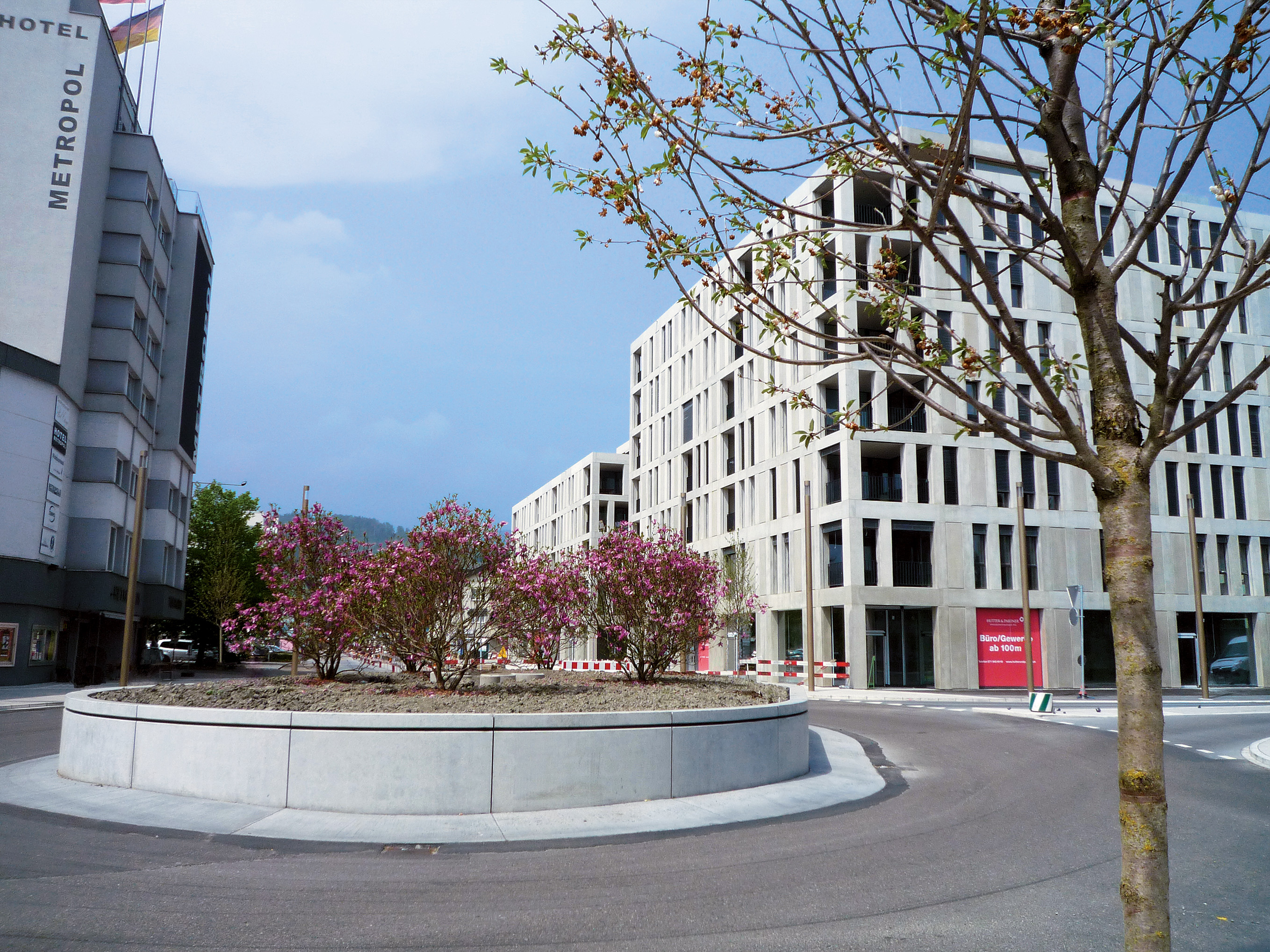
Verkehrsknoten «Metropolkreisel»

Widnau wird durch die Autobuslinien 303 und 351 der RTB Rheintal Bus (RTB) ab dem SBB-Bahnhof Heerbrugg bedient. Die Linie 303 führt grenzüberschreitend bis ins österreichische Hohenems. Die Linie 351 führt von Heerbrugg nach Widnau, zum Teil ebenfalls grenzüberschreitend nach Lustenau und Dornbirn. Die RTB ist die Nachfolgerin der früheren Strassenbahn Altstätten-Berneck (ABB). Als 1915 die Zweiglinie Heerbrugg–Widnau–Diepoldsau eröffnet wurde, änderte die ABB ihren Namen in Rheintalische Strassenbahnen, die von 1915 bis 1956 verkehrte. Die Gemeinde bietet auch E-Bikes zur Miete an. Der motorisierte Individualverkehr und das Fahrrad sind die beliebtesten Fortbewegungsmöglichkeiten. Widnau verfügt über ein sehr dichtes, modernes Strassen- und Fusswegnetz. Der Bahnhof liegt unweit der Gemeindegrenze in Heerbrugg. Ein Umschlagterminal für den kombinierten Verkehr mit 1 Gleis (160 m Länge) wird von SBB Cargo betrieben.
Widnau ist über den Autobahnanschluss der A13 erreichbar und ist etwa 19 km vom Flughafen Altenrhein entfernt.

## Geschichte

### Namensfindung

Historisches Luftbild von Werner Friedli von 1954

Der erstbezeugte Name des Ortes – oder der einer benachbarten, später untergegangenen Ortschaft? – war Ibirinesouva. Dieser findet sich in einer Urkunde von 891 belegt. Der Name bedeutet «Au des Eburin oder Iburin».
Der heutige Name Widnau wurde erstmals 1303 in einer Urkunde des Klosters St. Gallen als Widenouwe erwähnt, was ursprünglich «bei der mit Weiden bestandenen Au» bedeutete.

### Mittelalter und Frühneuzeit
Das Rheintal wurde ab dem 7. und 8. Jahrhundert von Alemannen besiedelt. Die Rheinebene war überwiegend Sumpfland, die Dörfer an den Ausläufern der Voralpen und das Appenzellerland waren hingegen dicht bewaldet.
Widnau gehörte über Jahrhunderte zum Reichshof Lustenau. Zwar kam das ganze Talgebiet links des Rheins 1490 als Vogtei unter die Oberhoheit der eidgenössischen Orte, doch blieb die Gerichtsbarkeit im Rheintal diffus, da die Grafen von Hohenems nach wie vor Anspruch auf die niedrige Gerichtsbarkeit erhoben.
Am 6. Januar 1593 wurde das linksrheinische Widnau-Haslach (das Gebiet der heutigen Gemeinden Widnau, Schmitter und Au) von Lustenau abgeteilt. Am 5. Juni 1593 wurde die erste Gemeindeversammlung abgehalten.
1775 folgte die Aufteilung in die drei eigenständigen Rhoden Widnau, Schmitter und Au-Haslach.
1766–1776 kamen die Grafen von Harrach als Gerichtsherren. 1782–1798 besass die Familie von Salis-Soglio die niedere Gerichtsbarkeit und daneben bis 1856 das Kirchenpatronat von Widnau.
Neue Verhältnisse schaffte 1798 Napoleon: Er überführte die zerschlagene Eidgenossenschaft in die Helvetische Republik, und Widnau wurde als Teil der Munizipalgemeinde Diepoldsau in den neu geschaffenen Kanton Säntis integriert.

### 19. Jahrhundert
Das Projekt der Helvetik war geprägt von bürgerkriegsähnlichen Wirren. Ein zweites Mal nötigte Napoleon – wiederum mit militärischem Nachdruck – der Eidgenossenschaft eine neue Verfassung auf: die Mediationsakte. Zu den 13 Kantonen kamen sechs neue dazu, darunter der Kanton St. Gallen in seiner heutigen Gebietszusammensetzung. Im Zuge der gesetzgeberischen Arbeit des neu eingesetzten Grossen Rates wurden 1803 die politischen Gemeinden in ihrer modernen Form geschaffen und ihre Aufgaben in der Verfassung verankert. Damit wurde Widnau Teil der politischen Gemeinde Diepoldsau. Das 19. Jahrhundert war geprägt von (theoretischen, staatsphilosophischen und ganz handfesten) Auseinandersetzungen um die politische Institutionenbildung im Zuge der Entstehung des modernen Staates. Auch die Einwohnerschaft von Widnau schien sich dieser Thematik nicht zu verschliessen: Sie gründete 1879 eine sogenannte Trennungskommission, die sich mittels einer Petition bei der Regierung für die Loslösung von Diepoldsau und für die politische Selbstverwaltung starkmachen sollte. 32 Sitzungen, unzählige heftige Debatten, knappe Abstimmungen und ebenso knappe Wiedererwägungen später – sogar die Presse wurde eingespannt – beschloss der Regierungsrat am 1. Mai 1882 dem Begehren der Widnauer nach einem eigenen politischen Gemeinwesen zu entsprechen. Nach etlichen Vorbereitungen, wie der Begehung, Festlegung und Markierung der Grenzen wurde der Beschluss am 1. Juli 1883 rechtswirksam. Seither ist im Kanton St. Gallen keine neue Gemeinde mehr durch territoriale Abspaltung geschaffen worden.
Wie die meisten Gemeinden im Rheintal war Widnau eine arme Kleinbauerngemeinde. Die Bevölkerung litt unter den sich jährlich wiederholenden Überschwemmungen. Der Rhein raubte den «Armenhäuslern» regelmässig das wenige Vieh und die spärliche Ernte. So wurde bei der Gründung der Gemeinde 1883 nicht nur gezweifelt, ob in Widnau genügend Intelligenz nachwachse, um die eigene Gemeinde erfolgreich zu verwalten, sondern es wurde auch vermutet, das Geld dazu reiche bei weitem nicht. Mitte des 19. Jahrhunderts begannen einzelne Kleinbauern mit Seidenwinderei in Heimarbeit, dann mit Kettenstickerei. Die Handstickmaschine brachte Verdienstmöglichkeiten in grösserem Masse. Mit der Schifflistickmaschine und der technischen Weiterentwicklung zum Automaten wurde aus dem Nebenerwerb die Haupteinnahmequelle. Widnau wurde zum Dorf der Sticker. Die florierende, exportorientierte Stickereiindustrie brach während des Ersten Weltkriegs völlig zusammen. Damit kamen für viele kinderreiche Familien die Not und die Armut zurück. Das führte in den 1920er-Jahren zu einer Auswanderungswelle nach Amerika.

### 20. Jahrhundert

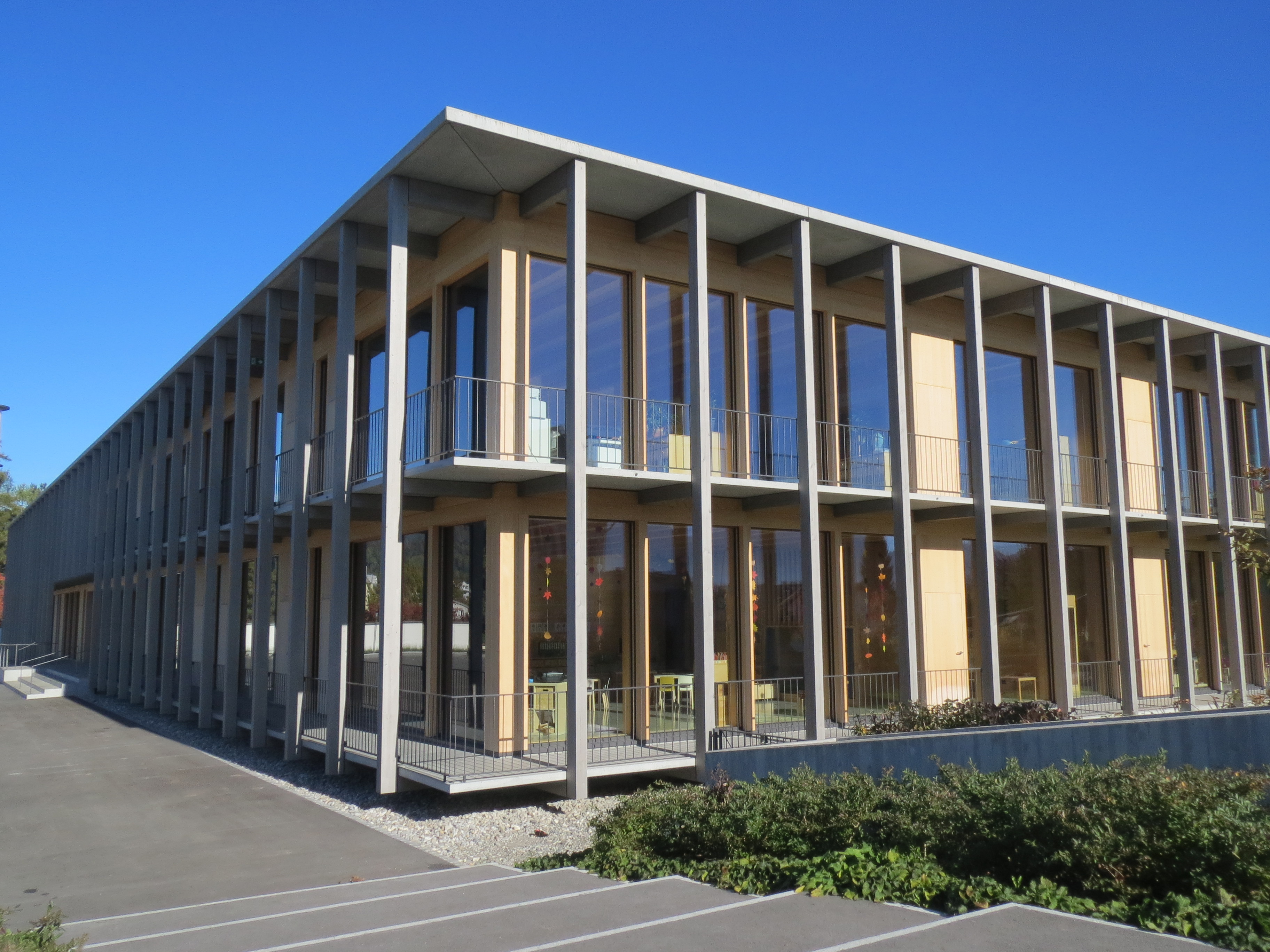
Neues Schulhaus Schlatt

Die Zeit nach dem Zweiten Weltkrieg brachte einen ungeahnten Aufschwung. Neue Gewerbe- und Industriebetriebe siedelten sich an. Widnau wandelte sich vom armseligen Bauerndorf zur neuzeitlich gestalteten fortschrittlichen Industriegemeinde. Die ansässige Bevölkerung war wirtschaftlich sehr initiativ und innovativ. In Scheunen, Anbauten und Garagen wurden zahlreiche kleine „Büdeli“ (Kleinstbetriebe) gegründet, in denen die ganze Familie mitarbeitete. In der anhaltenden Wachstumsphase und der Hochkonjunktur der 1950er- bis 1970er-Jahren entwickelten sich aus diesen Betrieben renommierte Firmen, heute mit Weltruf und vielfach nach wie vor noch im Besitz der Gründerfamilien.
Im Jahr 2005 wurden erstmals 1930 formulierte Pläne für eine Fusion der Gemeinden Au, Balgach, Berneck, Diepoldsau und Widnau zur Stadt Heerbrugg wieder aufgegriffen. Die neue Gemeinde hätte ca. 27'000 Einwohner gezählt. Die Vorlage wurde jedoch am 17. Juni 2007 von den Stimmbürgern aller Gemeinden abgelehnt. Als Hauptgrund wurde in einer Studie Angst vor Heimatverlust ermittelt.

## Kunst, Kultur

### Schulen
Seit dem Bezug des neuen Schulhauses Schlatt 2016 sind alle Primarschulhäuser (Schlatt, Rüti und Wyden) sowie das Oberstufenzentrum Gässeli im Dorfzentrum angesiedelt. Die Kindergärten befinden sich mit einer Ausnahme (Girlen) ebenfalls im Zentrum.

### Veranstaltungen
In Widnau finden jährlich die Kilbi, das Binnenfest sowie das Stangenfest statt.

### Sehenswürdigkeiten

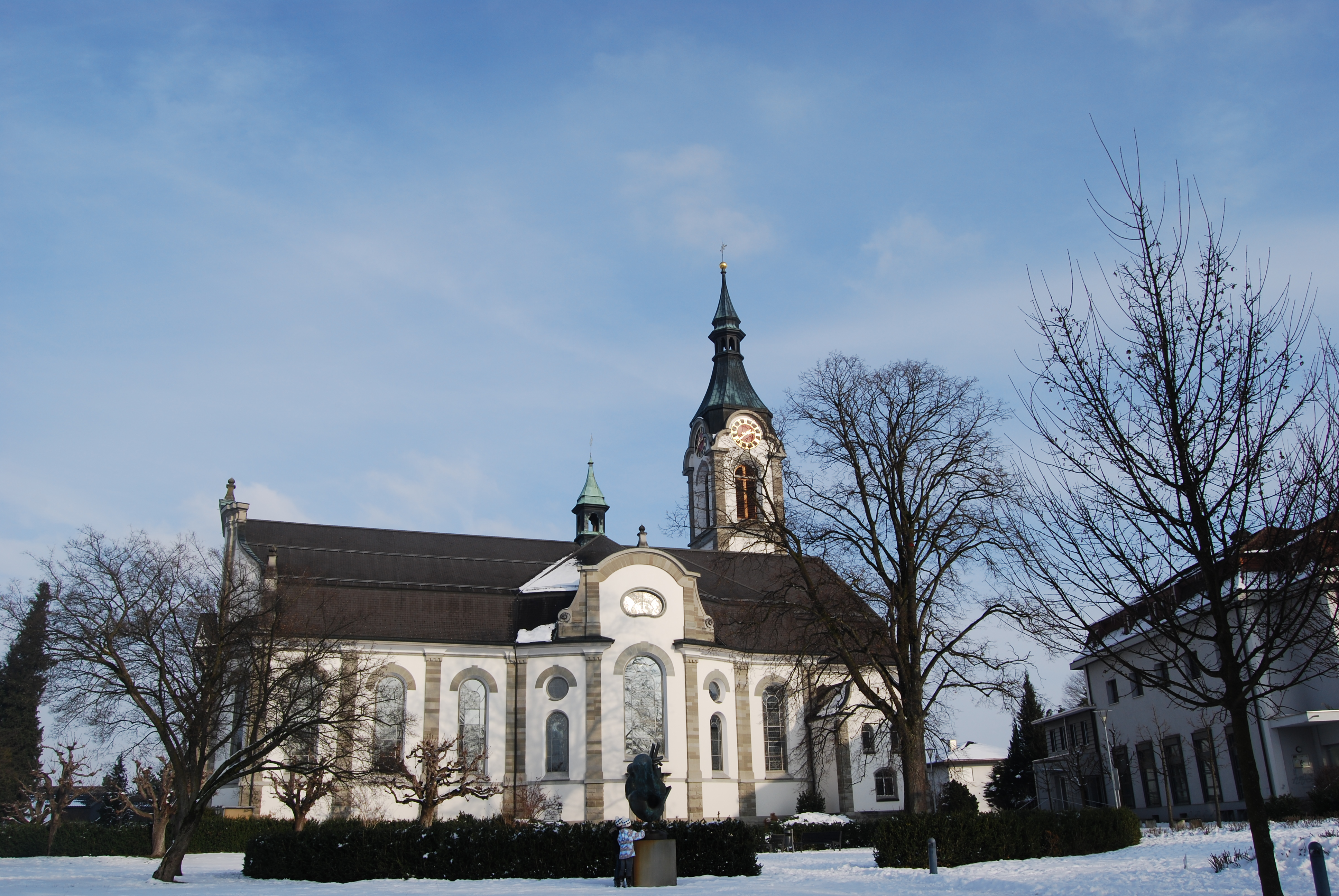
Katholische Kirche St. Josef, erbaut 1904
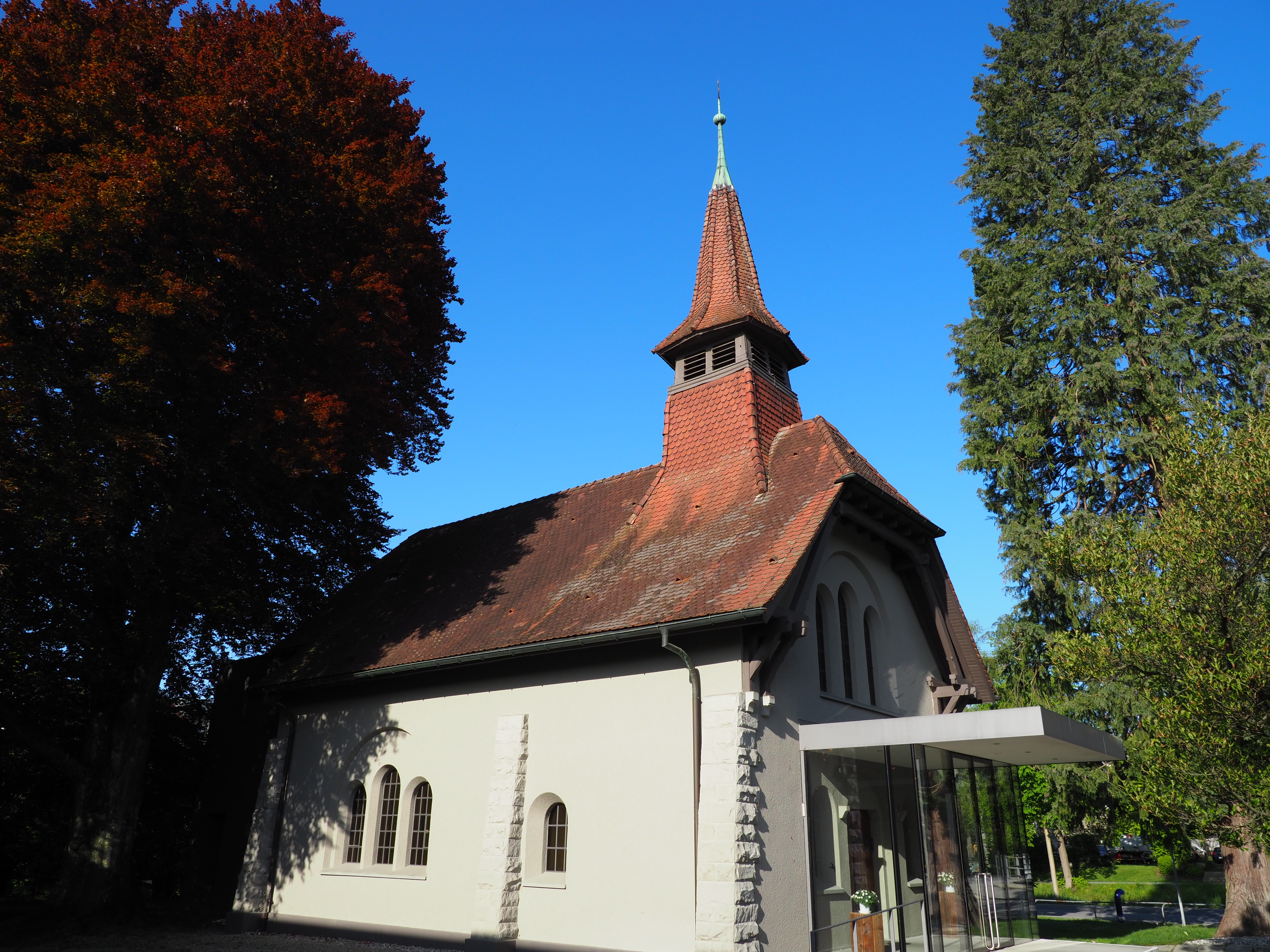
Evangelische Kapelle Widnau, erbaut 1911
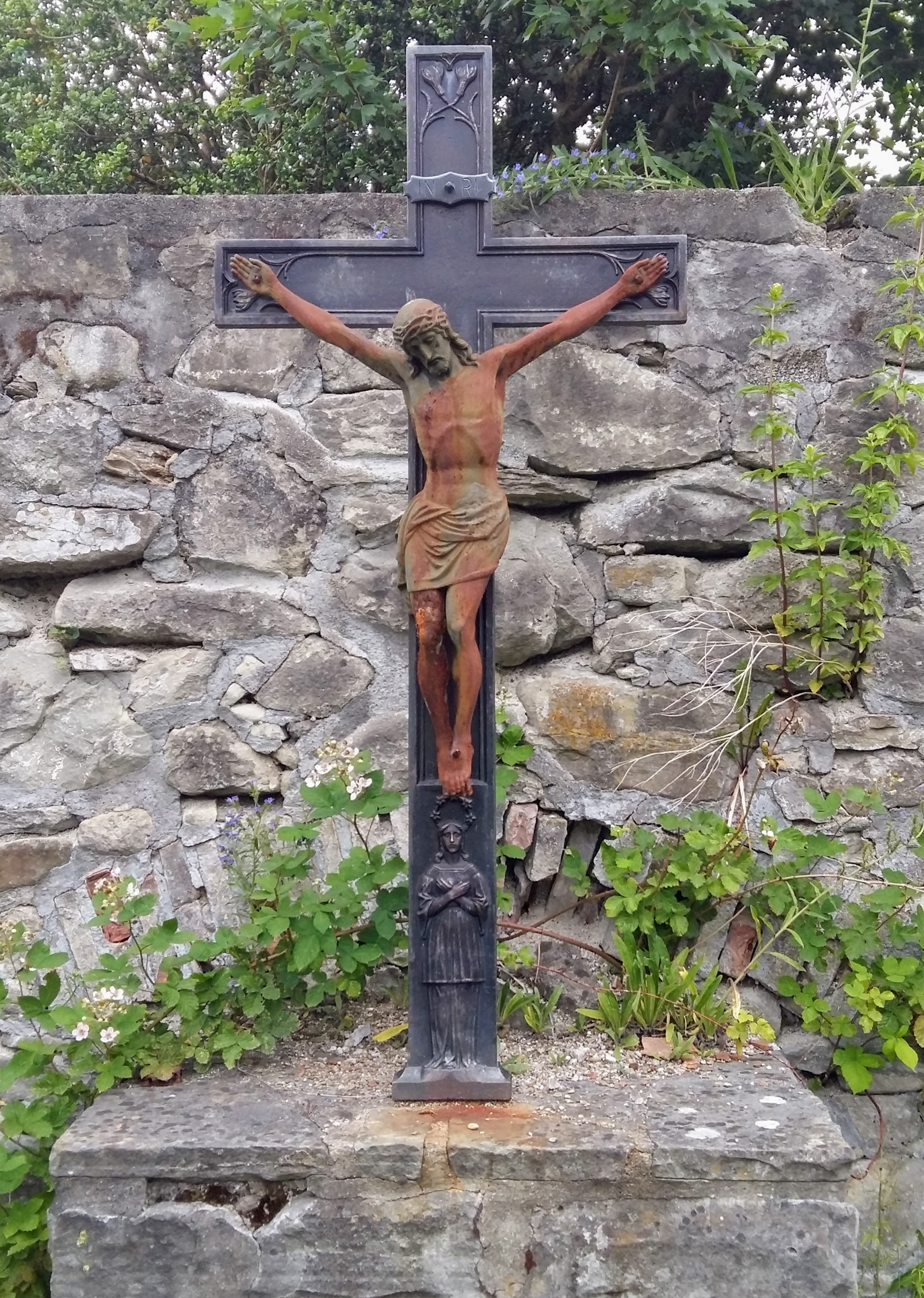
Kruzifix der katholischen Pfarrkirche St. Jakobus, geweiht 1504
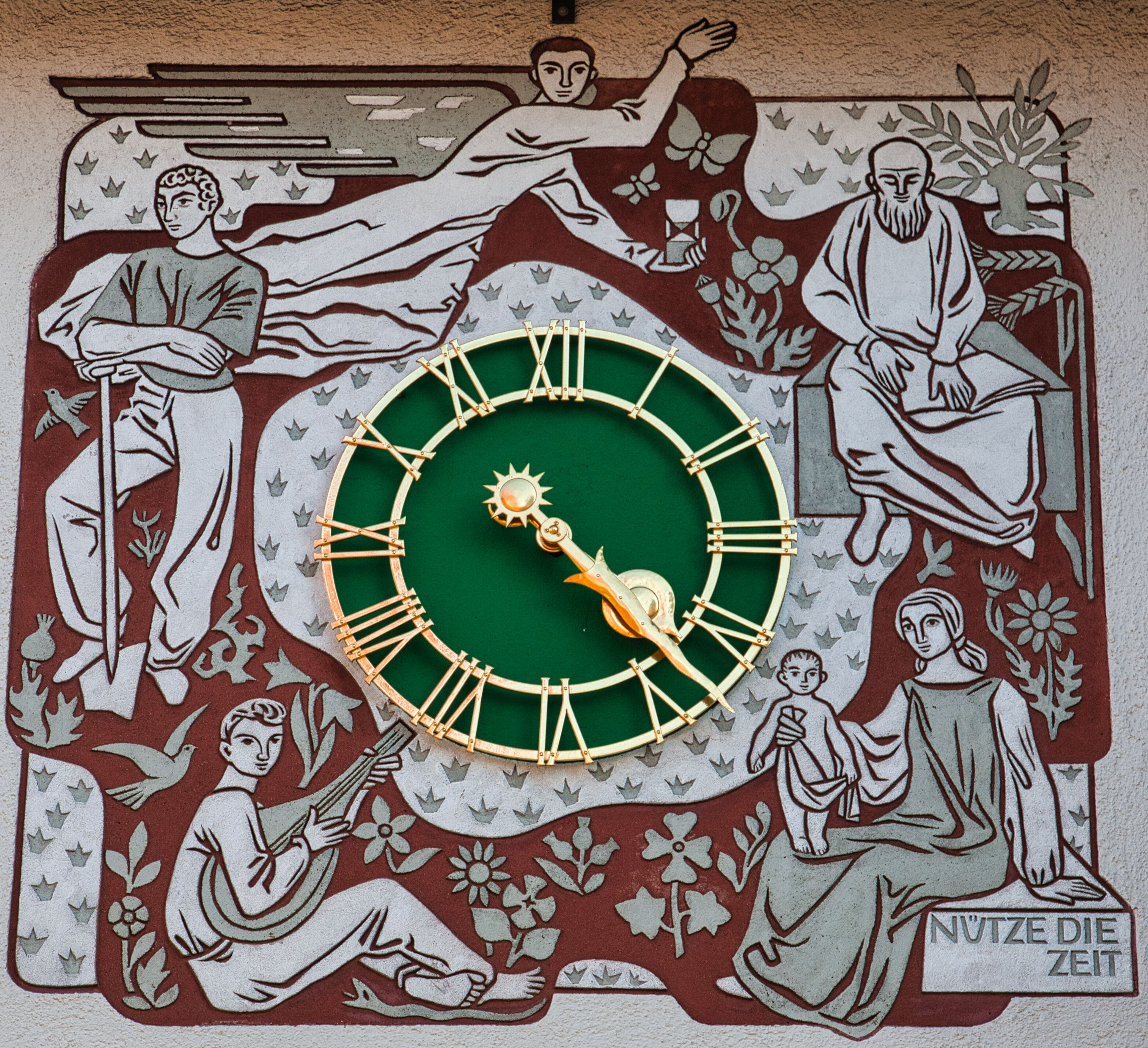
Albert Widers Sgraffito am alten Gemeindehaus
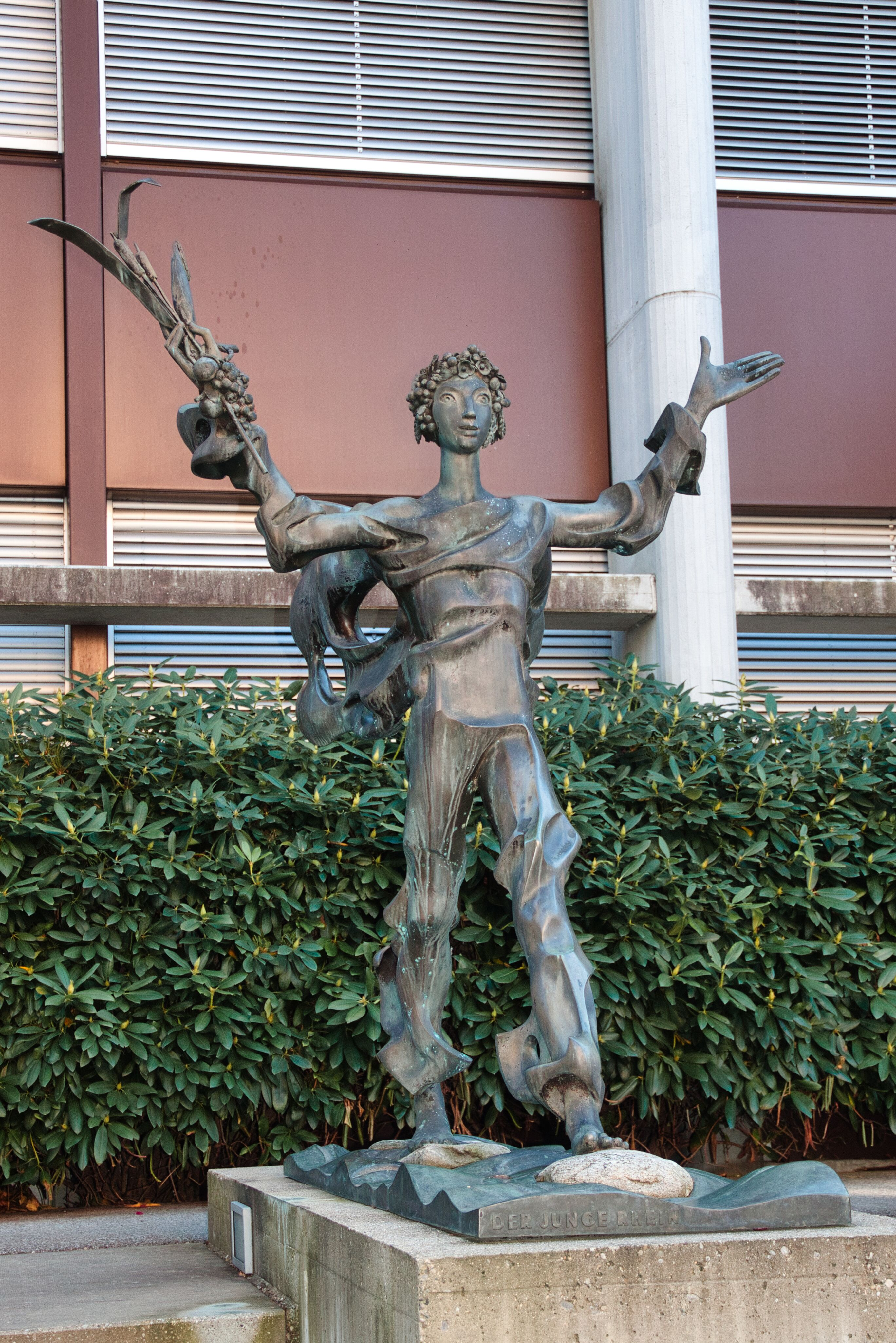
«Junger Rhein» von A. Wider
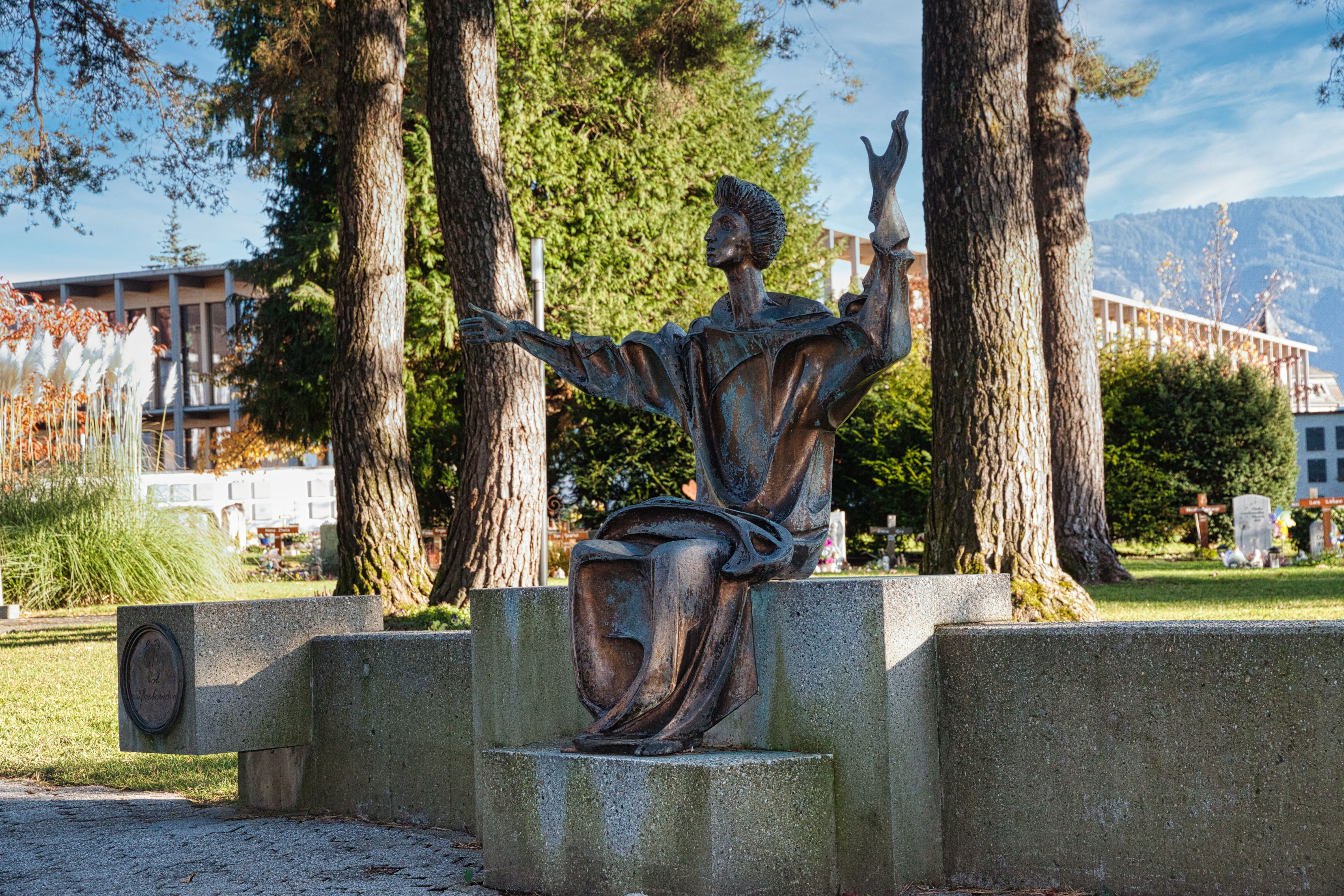
Engel am leeren Grab, Friedhof
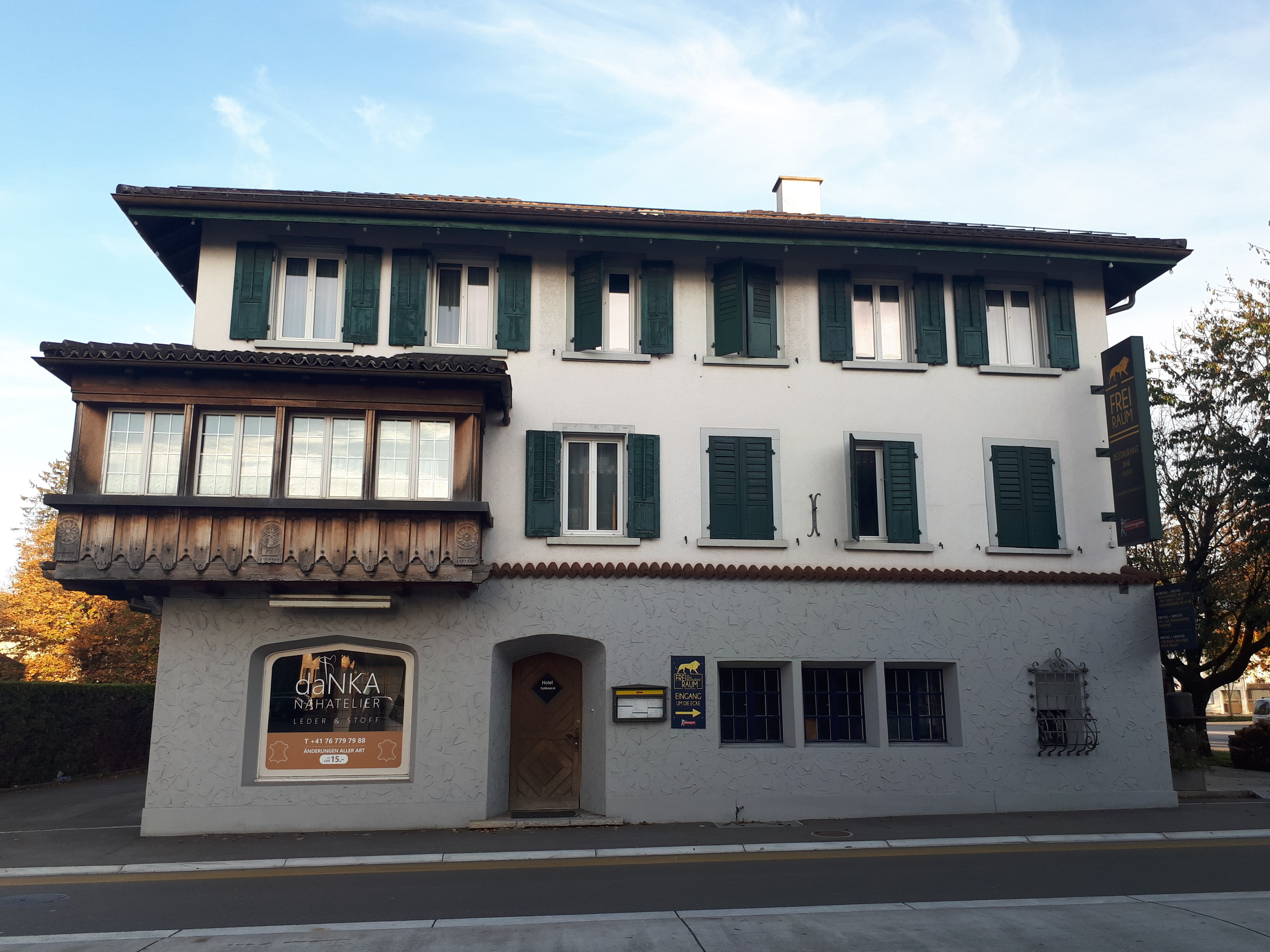
Freiraum ehemals Restaurant Löwen
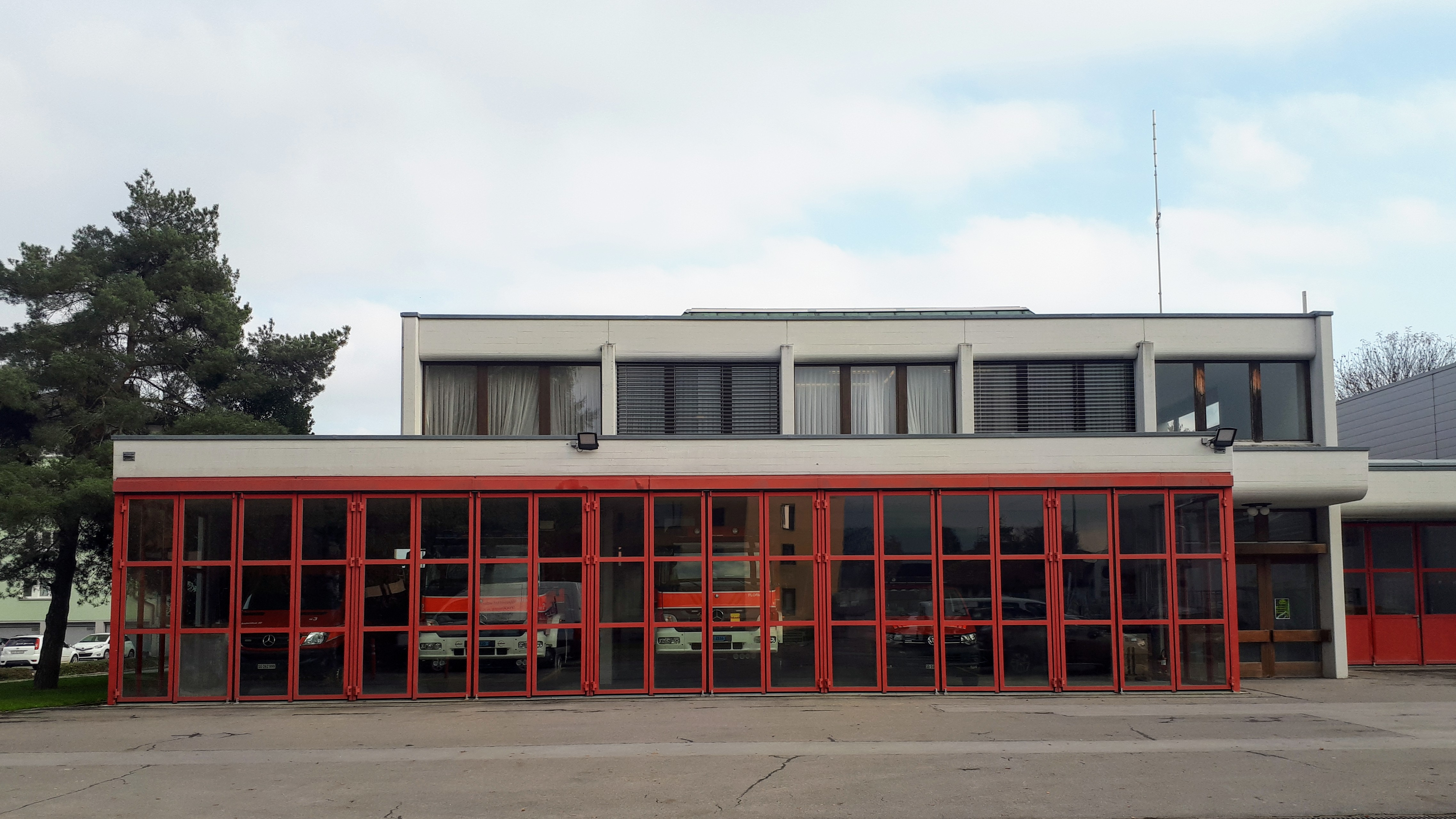
Feuerwehrdepot in Widnau
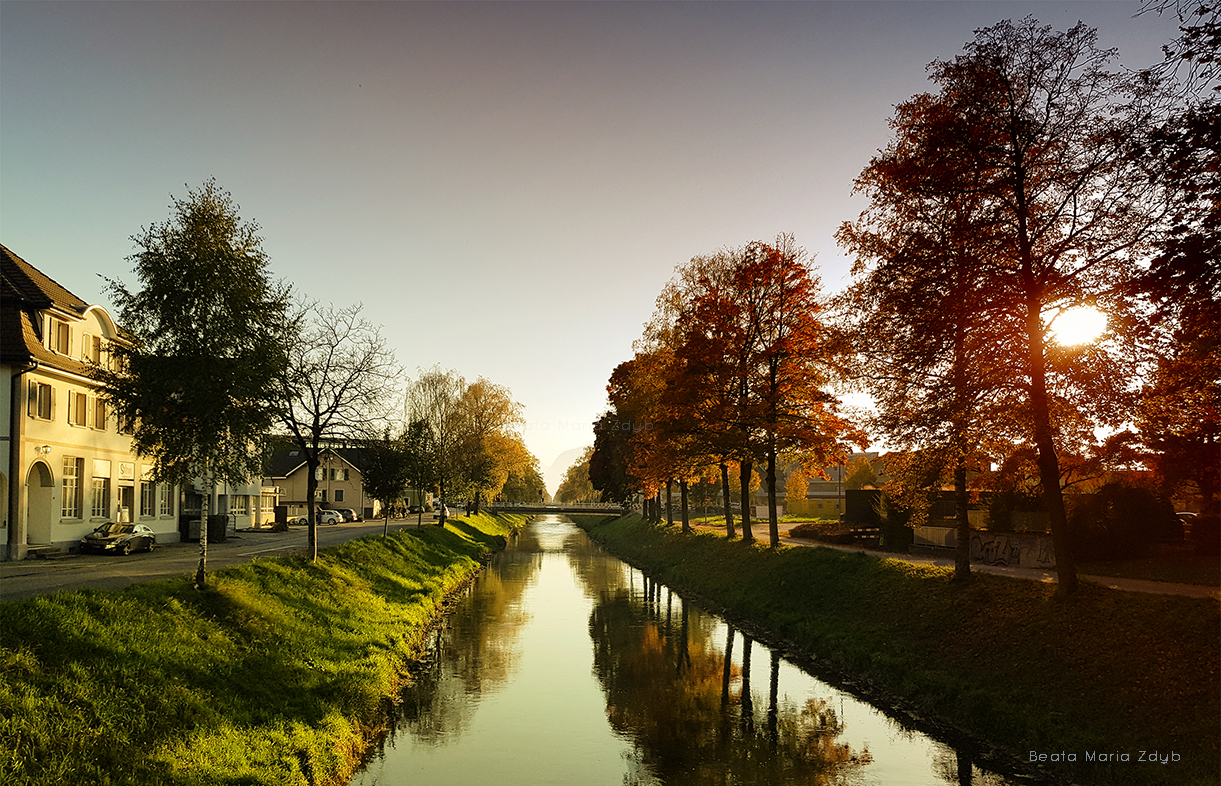
Mitten im Dorf der Rheintaler Binnenkanal

## Freizeit und Sport
Die Sportanlage Aegeten in Widnau bietet folgende Einrichtungen:
- Freibad
- 3 Fussballplätze
- Leichtathletikanlage
- Kunsteishalle Rheintal (betrieben vom Zweckverband bestehend aus den Gemeinden Au, Berneck, Diepoldsau und Widnau)
- Mehrzweckhalle
- Tennishalle und Aussenplätze

In der Mehrzweckhalle findet mit dem Rheintalcup jährlich ein internationaler Kunstturnwettkampf im Junioren- und Seniorenbereich statt.
Am Rand von Widnau verläuft die Rhein-Route, ein bekannter Fahrradfernweg (Veloweg) entlang des Rheins.
Im Süden von Widnau befindet sich im Riet das Naturschutzgebiet Moosanger.

## Wappen

Widnauer Wappen

Das Wappen von Widnau zeigt im Zentrum eine stattliche Kopfweide mit sieben grün belaubten Ästen. Den gelben Hintergrund teilt ein wellenförmiges, blaues Band horizontal. Im unteren Teil sind 14 grüne Grasbüschel regelmässig verteilt.
Die Kopfweide stellt den Zusammenhang zum Ortsnamen (weidenbewachsene Aue, Feuchtwiese) her. Das blaue Band symbolisiert den Rhein. Die vierzehn Grasbüschel sollen für die alteingesessenen Familien von Widnau stehen (in alphabetischer Reihenfolge): Alge, Bösch, Brunner, Fehr, Frei, Hensel, Heule, Köppel, Schawalder, Schmitter, Sieber, Spirig, Thurnherr, Wider.

## Persönlichkeiten

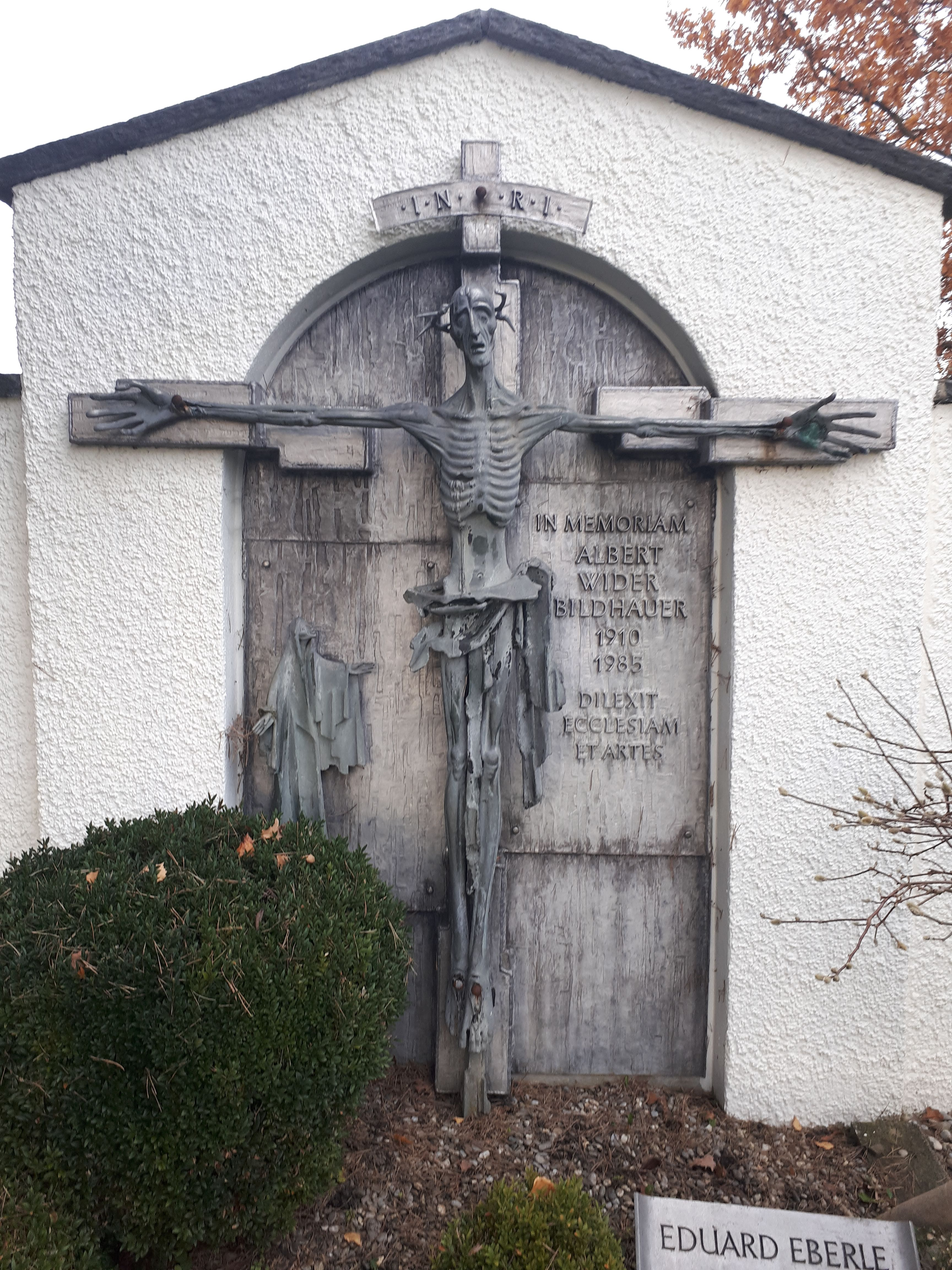
Gedenkstätte von Albert Wider auf dem Friedhof von Widnau

- Gebhard Ammann (1901–1969), Pfarrer, Domherr im Bistum St. Gallen[39]
- Martin Bickel (1938–2003), Künstler
- Leo Broder (1903–1983), Kunsthistoriker, Lehrer
- Brigitte Fuchs (* 1951), Schriftstellerin und Lyrikerin
- Anton Grüninger (* 1947), alt Regierungsrat
- Ernst Menzi (1897–1984), Unternehmer, Erfinder des Schreitbaggers (Menzi Muck)
- Ivo Rüthemann (* 1976 in Mosnang), Eishockeyspieler
- Lukas Sieber (* 1994), Eishockeyspieler
- Albert Wider (1910–1985), Künstler